# StEG I 118–124
Die StEG I 118–124 waren sieben Schlepptenderlokomotiven der Staats-Eisenbahn-Gesellschaft (StEG), einer privaten Eisenbahngesellschaft Österreich-Ungarns.
Diese Lokomotiven wurden noch von der Wien-Raaber Bahn (WRB) bestellt, aber nach deren Übernahme durch die StEG von der Lokomotivfabrik der ehemaligen WRB nunmehr der StEG an diese geliefert.
Die Maschinen hatten Innenrahmen, außenliegende Zylinder und innen liegende Steuerung.
Die Größe der Treibräder der 1B-Maschinen lässt darauf schließen, dass sie auch für den Güterzugdienst in Frage kamen.
Ab 1873 erhielten sie die Betriebsnummern 354–356 und gehörten der Kategorie IIIf an.
Die Maschinen wurden vor 1897 ausgemustert.